# إيفان غيريرو
ماريو إيفان غيريرو راميريز (بالإسبانية: Mario Iván Guerrero)‏ (مواليد 30 نوفمبر 1977 في كاتاكاماس) لاعب كرة قدم هندوراسي دولي يجيد اللعب في خط الوسط. يلعب حاليا لصالح نادي موتاغوا الهندوراسي من سنة 2009.